# Шепелев, Николай Иванович
Николай Иванович Шепелев — советский хозяйственный, государственный и политический деятель, Герой Социалистического Труда.

## Биография
Родился в 1922 году в селе Мокрушино. Член КПСС с 1944 года.
С 1938 года — на хозяйственной, общественной и политической работе. В 1938—1982 гг. — счетовод в совхозе «Междуреченский» Кочубеевского района Ставропольского края, участник Великой Отечественной войны, командир огневого взвода 92-го отдельного истребительно-противотанкового дивизиона, батареей 45-мм пушек 96-го стрелкового Читинского полка 140-й стрелковой Сибирской Новгород-Северской ордена Ленина дважды Краснознамённую орденов Суворова и Кутузова стрелковой дивизии, овощевод, бригадир овощеводческой бригады совхоза «Междуреченский» Кочубеевского района Ставропольского края.
Указом Президиума Верховного Совета СССР от 30 апреля 1966 года присвоено звание Героя Социалистического Труда с вручением ордена Ленина и золотой медали «Серп и Молот».
Умер в селе Ивановское в 1989 году.